# Чемпіон світу (фільм)
«Чемпіон світу» — радянський художній фільм-кіноповість 1954 року, знятий на Кіностудії ім. М. Горького. Сюжет розповідає про шляхи молодого колгоспного спортсмена, який став чемпіоном світу.

## Сюжет
Молодий коваль Ілля Громов з колгоспу «Білі ключі» завойовує звання чемпіона області з боротьби серед колгоспників. Бачачи його успіхи керівництво вирішує перевести його в місто. Напористий місцевий комсорг намагається домовитися про організацію тренувань Громова в колгоспі. Чемпіон світу 1932 року, учень Піддубного, досвідчений тренер Федір Бєссонов стає свідком розмови комсорга з головою місцевої адміністрації і вирішує приділити частину часу тренуванням колгоспників. Тим часом, Громов приїжджає в місто, де начальство знаходить йому інше місце роботи. Бєссонов незадоволений цим рішенням. В ході сутички майстер спорту Єлісєєв тричі кидає Громова на килим. Розсерджений Громов збирається йти, але Бєссонов зупиняє і переконує його.
Бєссонов приїжджає в «Білі ключі» де бачить талановитих спортсменів серед місцевої молоді. Після тривалої всебічної підготовки Громов здобуває перемогу на республіканських змаганнях. Федір Бєссонов починає готувати молодого спортсмена до всесоюзного чемпіонату. У вирішальній сутичці всесоюзного чемпіонату Ілля за очками програє 11-разовому чемпіону СРСР, заслуженому майстру спорту Корабльову. Досвідчений спортсмен Корабльов високо оцінює майстерність свого молодого супротивника. Він заявляє, що на міжнародні змагання повинен їхати Ілля Громов. Напередодні від'їзду відбувається довгоочікуване пояснення Іллі з його коханою дівчиною Настею. Щасливий і впевнений в успіху він разом з командою їде за кордон. У вирішальній сутичці з досвідченим шведом Оле Ірсеном Ілля Громов завойовує почесне звання чемпіона світу.

## У ролях
- Олексій Ванін —  Ілля Громов
- Василь Меркур'єв —  Федір Іванович Бєссонов, тренер з боротьби
- Володимир Гуляєв —  Костянтин Ковальов
- Надія Чередніченко —  Настя
- Клавдія Хабарова —  Клава
- Муза Крепкогорська —  Зіна
- Анатолій Соловйов —  Микола Корабльов
- Володимир Марута —  Трохим Ілліч
- Іван Рижов —  Козирєв, голова колгоспу «Зоря»
- Георгій Светлані —  літній колгоспник
- Борис Терентьєв — епізод
- Микола Коміссаров — епізод
- Володимир Володін —  Привалов
- Роман Філіппов —  борець  (немає в титрах)
- Анатолій Васютинський —  Сергій Одинцов
- Ратмір Васютинський —  Гриша Одинцов
- Дмитро Кара-Дмитрієв —  офіціант, колишній борець
- Валентина Телегіна —  тітка Поля
- Аркадій Цинман —  репортер  (немає в титрах)
- Костянтин Михайлов —  коментатор і кореспондент
- В'ячеслав Гостинський —  журналіст
- Клавдія Козльонкова —  дівчина на стадіоні

## Знімальна група
- Сценаристи: Валентин Єжов, Василь Соловйов
- Режисер: Володимир Гончуков
- Оператор: Георгій Гарибян
- Композитор: Василь Соловйов-Сєдой
- Художник: Борис Дуленков
- Текст пісень: Михайло Свєтлов
- Звукооператор: Леон Канн